# Elwin Bruno Christoffel
Elwin Bruno Christoffel (Monschau, 10 novembre 1829 – Strasburgo, 15 marzo 1900) è stato un matematico tedesco.
Studiò all'Università di Berlino dove si laureò nel 1856 sotto la direzione scientifica del matematico Ernst Eduard Kummer, discutendo una tesi di dottorato dal titolo Moto degli elettroni in un gas omogeneo. Ebbe come insegnante il matematico Dirichlet. Fu professore nelle Università di Zurigo, Berlino e Strasburgo.
Si occupò di applicazioni conformi, teoria del potenziale, teoria degli invarianti, analisi tensoriale, fisica matematica, geodesia. Noto per aver introdotto in geometria differenziale i simboli di Christoffel, coefficienti che codificano completamente una connessione in una carta particolare. I simboli dipendono fortemente dalla carta scelta non trattandosi di tensori. Oltre ai simboli di Christoffel, sono note le applicazioni di Schwarz-Christoffel, mappe conformi dei poligoni semplici sul semipiano superiore.